# Liriomyza thesii
Liriomyza thesii är en tvåvingeart som beskrevs av Erich Martin Hering 1924. Liriomyza thesii ingår i släktet Liriomyza och familjen minerarflugor.
Artens utbredningsområde är Tyskland. Inga underarter finns listade i Catalogue of Life.